# Ormondo Maini
Ormondo Maini (Viadana, 16 luglio 1835 – Viadana, 8 giugno 1906) è stato un basso italiano.

## Biografia
Dal 1855 fino al 1859 studiò canto al Conservatorio di Milano. 
Debutta nel 1860 al Teatro Carcano ne I Lombardi alla prima crociata di Verdi.
Al Teatro La Fenice di Venezia nel 1868 è Mefistofele nel Faust di Charles Gounod e Baldassare ne La favorita.
Nel 1871 è Orazio nella prima nel Teatro alla Scala di Milano di Amleto (Faccio) diretto dal compositore.
Partecipò alle prime di Fosca come Gajolo con Victor Maurel e La Gioconda con successo come Alvise rispettivamente il 6 febbraio 1873 e l'8 aprile 1876, entrambe nell'ambito delle stagioni scaligere e con il direttore Franco Faccio, lavorò con Giuseppe Verdi fu interprete del personaggio di Ramfis in Aida alla prima europea con successo, l'8 febbraio 1872 al Teatro alla Scala con Teresa Stolz e Maria Waldmann e fu il basso alla prima assoluta con successo della Messa di requiem il 22 maggio 1874 nella Chiesa di San Marco con Giuseppe Capponi diretto dal compositore, alla Scala ed al Théâtre national de l'Opéra-Comique e nel 1878 nel concerto nel Teatro Comunale di Bologna. 
Alla Scala nel 1875 è Cristiano II nella première di "Gustavo Wasa" di Filippo Marchetti ed Albano nella ripresa di "I Lituani" di Amilcare Ponchielli. 
Nel 1878 è padre Giuseppe nella prima scaligera di "Cinq Mars" di Charles Gounod.
Nel 1872 sposa il soprano Enrichetta Berini con la quale ha il figlio Achille.
Ancora a Venezia nel 1877 è Basilio ne Il barbiere di Siviglia (Rossini) con Adelina Patti.
Nel 1888 gli venne conferita l'onorificenza di Cavaliere dell'Ordine della Corona d'Italia.